# Partido Socialista de los Trabajadores (Reino Unido)
El Partido Socialista de los Trabajadores (en inglés: Socialist Workers Party) es un partido político de izquierda del Reino Unido. Tuvo un papel central en el movimiento antiguerra con la creación de Stop the War Coalition. En la actualidad impulsa las luchas contra los recortes sociales.

## Historia

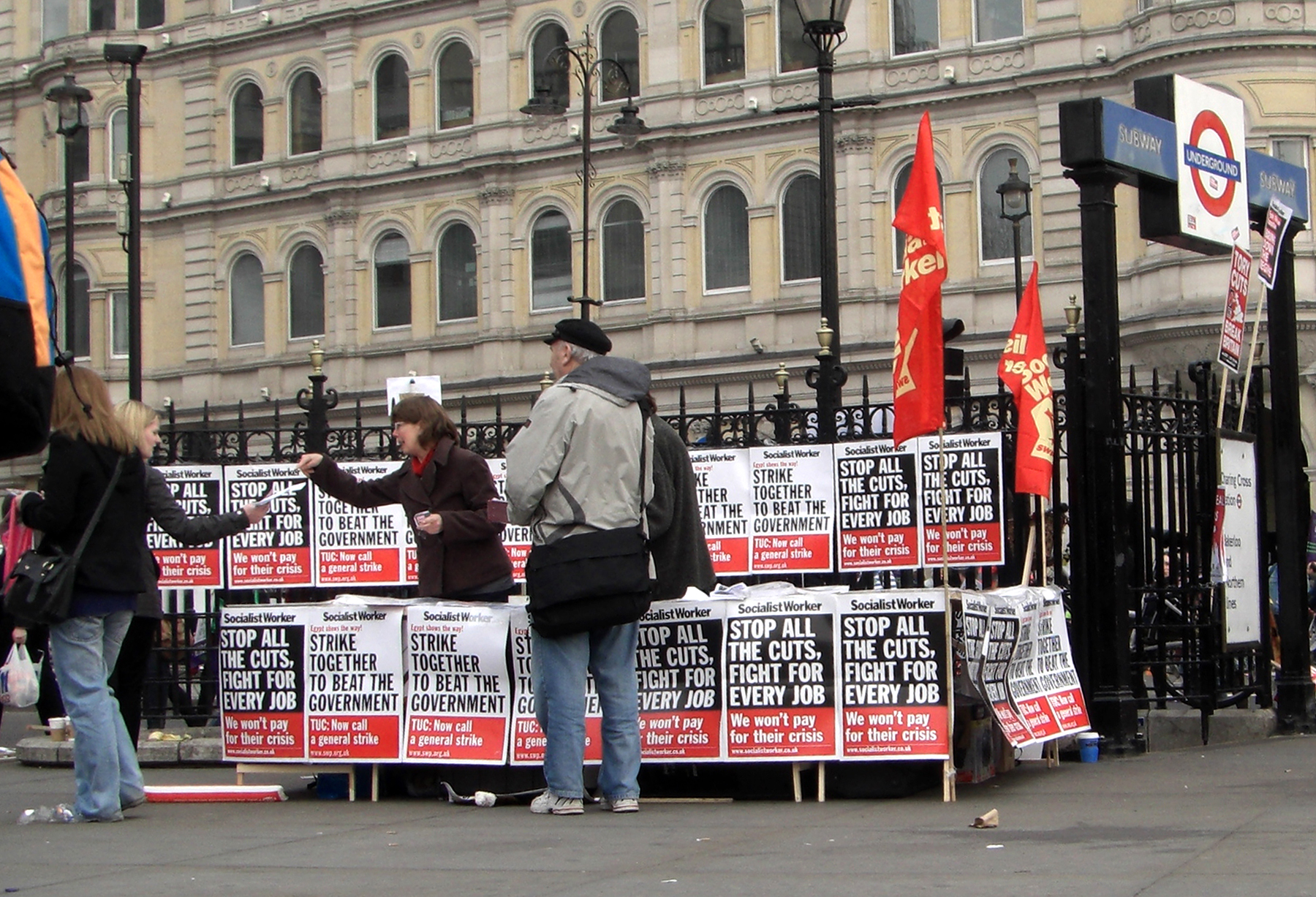

Defiende el socialismo democrático desde las bases y la auto emancipación de la clase trabajadora. En 2010 fomentó el Trade Union Socialist Coalition - TUSC (junto a Communist Party, Socialist Party y Socialist Resistance; el TUSC obtuvò 1% de los votos.[cita requerida]
Organiza cada año el festival "Marxism", con unas 150 conferencias y varios miles de participantes. El SWP forma parte de la Corriente Socialismo Internacional, cuya organización en el Estado español es Marx21. El SWP publica el periódico semanal Socialist Worker (Trabajador Socialista), la revista mensual Socialist Review y la revista teórica trimestral International Socialism. 

## Figuras destacadas
Alex Callinicos (1950), profesor en el King's College de Londres y uno de los más destacado autores marxistas actuales. Ha escrito Un manifiesto anticapitalista (Publicado por Crítica) y Las ideas revolucionarias de Karl Marx.
Tony Cliff (1917-2000), fundador de la organización. Tiene publicado en castellano el libro Lenin: la construcción del partido por Viejo Topo / La Hiedra, en 2011.
Chris Harman (1942 -2009), autor de numerosos textos, especialmente destacando sus aportaciones en historia y economía. Algunos de sus escritos están disponibles en el archivo marxista.